# Роберт Ріджвей
Роберт Ріджвей (англ. Robert Ridgway; 1850—1929) — американський орнітолог, автор описання 35 нових видів птахів. Член Національної академії наук США (1917). Співзасновник та президент Американського орнітологічного товариства.

## Біографія
Ріджвей ще підлітком любив спостерігати за птахами, збирати та малювати їх. Натхнений листуванням зі Спенсером Фуллертоном Бейрдом, у 14 років він розпочав орнітологічні дослідження.
Навесні 1867 року Ріджвей супроводжував геолога Кларенса Кінга в дослідницькій поїздці уздовж 40-го градуса широти, яку він описав у 1877 році у своїй роботі «Report on Ornithology of the Fortieth Parallel». З 1867 по 1869 роки Ріджвей здійснив експедиції по Каліфорнії, Неваді, Айдахо, Юті і Вайомінгу, де він зібрав багато пташиних шкур для Національного музею природної історії.
У 1875 році одружився з Джулією Евелін Паркер. Єдиний син пари — Одюбон Ріджвей — помер у 1901 році від запалення легенів. 1879 року Ріджвей призначений куратором відділення птахів у Національному музеї природної історії. 1883 року Роберт Ріджвей став співзасновником Американського орнітологічного товариства. З 1898 по 1900 рік він був президентом цієї організації.
У 1899 році Ріджвей разом з Джоном М'юром та іншими дослідниками брав участь у керованій Едвардом Генрі Гарріманом експедиції вздовж узбережжя Аляски, де проводилися ґрунтовні дослідження місцевої флори та фауни.
У 1919 році Роберт Ріджвей нагороджений медаллю Елліота від Національної академії наук США. 1921 року отримав медаль Брюстера від Американського орнітологічного товариства.

## Вшанування
На честь науковця названі декілька видів птахів: квічаль мексиканський (Ridgwayia pinicola), канюк гаїтійський (Buteo ridgwayi), коровайка тонкодзьоба (Plegadis ridgwayi), котинга панамська (Cotinga ridgwayi), тукухіло (Antrostomus ridgwayi).